# Comté de Frontier
Le comté de Frontier (anglais : Frontier County) est un comté du Nebraska, aux États-Unis, qui comptait 2 756 habitants en 2010.

## Géographie
Le comté a une superficie de 2 538 km², dont 2 524 km² est de terre.

### Comtés adjacents
- Comté de Gosper - (Est)
- Comté de Furnas - (Sud-est)
- Comté de Red Willow - (Sud)
- Comté de Hitchcock - (Sud-ouest)
- Comté de Hayes - (Ouest)
- Comté de Lincoln - (Nord)
- Comté de Dawson - (Nord-est)

## Villes et villages
- Curtis
- Eustis
- Maywood
- Moorefield
- Stockville